# Antoine de Saint-Exupéry
« Saint-Exupéry » redirige ici. Pour les autres significations, voir Famille de Saint-Exupéry et Saint-Exupéry (homonymie).
Antoine de Saint-Exupéry, né le 29 juin 1900 à Lyon et disparu en vol le 31 juillet 1944 au large des côtes marseillaises, est un écrivain, poète, aviateur et reporter français.
Né dans une famille de la noblesse française, il passe une enfance heureuse malgré les morts prématurées de son père et de son frère. Élève rêveur, il obtient son baccalauréat en 1917. Après son échec au concours de l'École navale, il s'oriente vers les beaux-arts et l'architecture. Devenu pilote durant son service militaire en 1921, il est engagé en 1926 par la compagnie Latécoère (future Aéropostale). Il transporte le courrier de Toulouse au Sénégal puis rejoint l'Amérique du Sud en 1929. Parallèlement, il devient écrivain. Il publie, en s'inspirant de ses expériences d'aviateur, ses premiers romans : Courrier sud en 1929 et surtout Vol de nuit en 1931, qui connaît un grand succès et reçoit le prix Femina.
À partir de 1933, Saint-Exupéry se consacre au journalisme et aux raids aériens. Il entreprend de grands reportages à Moscou en 1935, en Espagne en 1936 et en 1937, qui nourriront sa réflexion sur les valeurs humanistes. Terre des hommes, publié en 1939, reçoit le grand prix du roman de l'Académie française.
En 1939, il sert dans l'Armée de l'air, étant affecté à une escadrille de reconnaissance aérienne. Après l'armistice de juin 1940, il est démobilisé et quitte la France pour New York avec l'objectif de faire entrer les États-Unis dans la guerre et y devient l'une des voix de la Résistance. Rêvant d'action, il rejoint enfin, en avril 1943, en Afrique du Nord, une unité chargée de reconnaissances photographiques. Il disparaît en mer avec son avion, un Lockheed P-38 Lightning, lors d'une mission le 31 juillet 1944. Il est déclaré « mort pour la France ». Le 25 mai 2000, son avion est retrouvé au large de Marseille et formellement identifié en 2003.
Le Petit Prince, écrit à New York pendant la Seconde Guerre mondiale et illustré avec ses propres aquarelles, est publié en 1943 à New York, puis en France chez Gallimard en 1946, à titre posthume. Ce conte philosophique, empreint à la fois de légèreté et de pessimisme vis-à-vis de la nature humaine, devient très vite un immense succès mondial.

## Biographie

### Jeunesse et formation

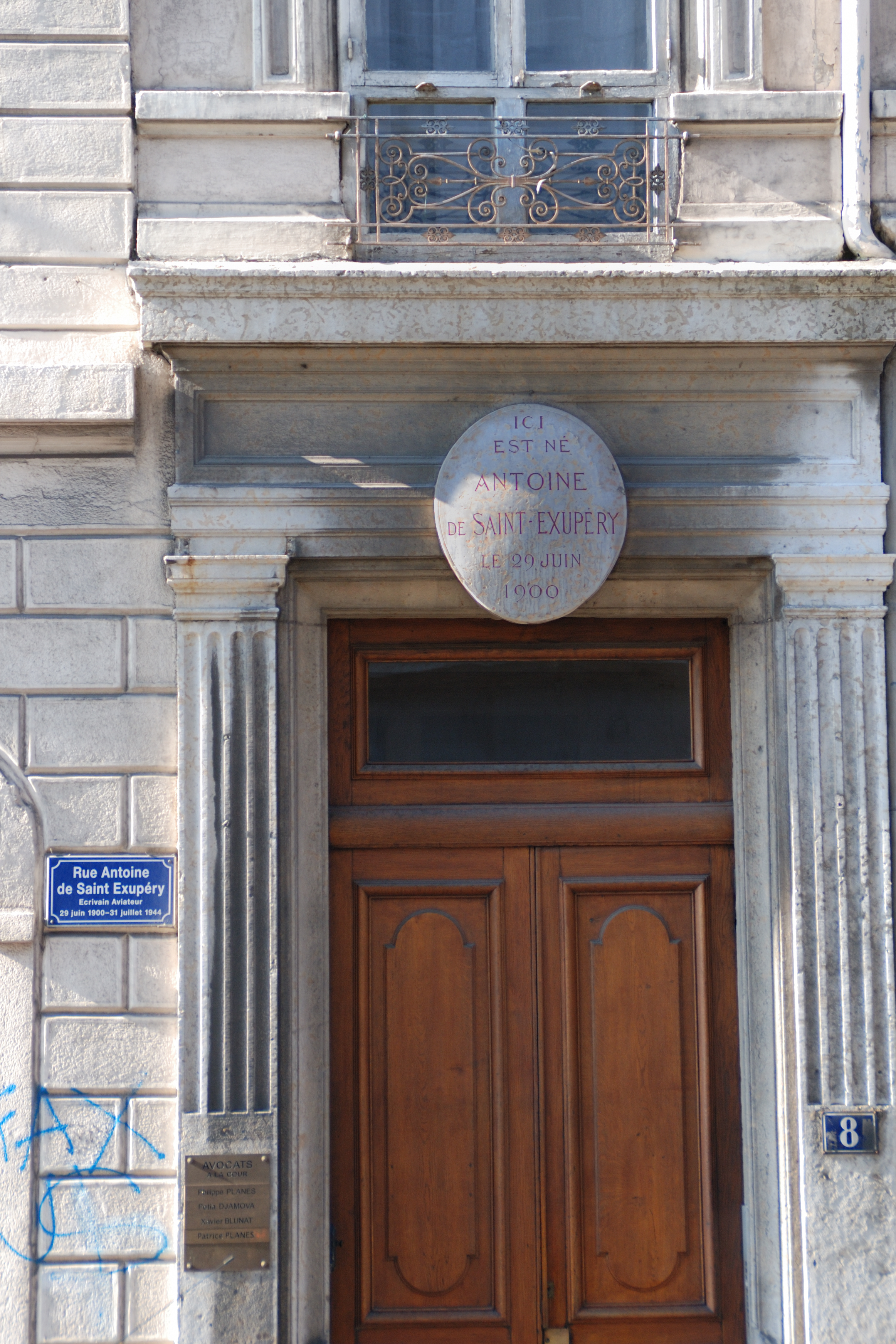
Immeuble de Lyon où Antoine de Saint-Exupéry est né en 1900.

Fils de Martin Louis Marie Jean de Saint Exupéry (1863-1904), inspecteur d'assurances, et d'Andrée Marie Louise Boyer de Fonscolombe, Antoine Jean-Baptiste Marie Roger de Saint-Exupéry naît le 29 juin 1900 au 8, rue du Peyrat, dans le 2e arrondissement de Lyon, dans une famille de la noblesse française.

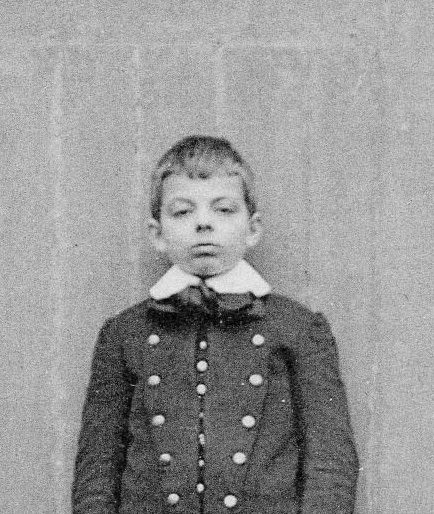
Antoine de Saint-Exupéry à l'école Notre-Dame-de-Sainte-Croix au Mans en 1910-1911. Détail de la photographie de la classe de sixième.

Il partage une enfance heureuse avec ses quatre frères et sœurs. Mais en 1904, son père meurt, terrassé par une hémorragie cérébrale à seulement quarante et un ans, en gare de La Foux. Marie de Saint-Exupéry élève ses cinq enfants : Marie-Madeleine, dite Biche, Simone, dite Monot, Antoine, dit Tonio, François et Gabrielle, dite Didi. Elle est aidée par la gouvernante autrichienne Paula Hentschel (1883-1965), à laquelle, Saint-Exupéry rendra hommage dans Pilote de guerre : « Je remontais dans ma mémoire jusqu’à l’enfance, pour retrouver le sentiment d’une protection souveraine. Il n’est point de protection pour les hommes. Une fois homme on vous laisse aller… Mais qui peut quelque chose contre le petit garçon dont une Paula toute-puissante tient la main bien enfermée ? Paula, j’ai usé de ton ombre comme d’un bouclier… ».
La mère d'Antoine vit mal ce veuvage prématuré, bien que son naturel optimiste lui permette de faire face à ses obligations. D'une sensibilité à fleur de peau, artiste (elle pratique la peinture), elle tisse avec Antoine des liens privilégiés et lui offre une excellente éducation, chose difficile à l'époque pour une femme seule. Elle transmet à son fils adoré des valeurs qu'il conservera toute sa vie : honnêteté, respect d'autrui, sans exclusivité sociale. Femme exceptionnelle, elle consacre sa vie à ses enfants, avec un humanisme que Saint-Exupéry a cultivé tout au long de ses voyages[réf. nécessaire].
Jusqu'à l'âge de neuf ans, il passe son enfance entre l'appartement lyonnais de sa mère, le château de La Môle dans le Var, propriété de sa grand-mère maternelle, et le château de Saint-Maurice-de-Rémens dans l'Ain, propriété de sa tante Mme Tricaud.
En 1908, il entre en classe de huitième chez les frères des Écoles chrétiennes, à Lyon. À la fin de l'été 1909, Marie de Saint-Exupéry s'installe avec ses enfants au Mans, 21, rue du Clos-Margot, à proximité de son beau-père qui habitait 39, rue Pierre-Belon. Antoine entre au collège jésuite Notre-Dame-de-Sainte-Croix le 7 octobre suivant. Élève médiocre, décrit comme indiscipliné et rêveur, il remporte le prix de la narration française en Troisième pour l'une de ses rédactions.

En 1912, il passe les grandes vacances à Saint-Maurice-de-Rémens. Fasciné par les avions, il se rend souvent à vélo à l'aérodrome d'Ambérieu-en-Bugey, situé à quelques kilomètres, et y reste des heures à interroger les mécaniciens sur le fonctionnement des appareils. Un jour, il s'adresse au pilote Gabriel Salvez, assurant que sa mère l'a autorisé à effectuer un baptême de l'air. Il fait donc son baptême sur le W2 bis (W pour Wroblewski),, avion fabriqué à Villeurbanne par la fratrie Pierre et Gabriel Wroblewski dit Salvez. Il écrit alors un poème témoignant de sa nouvelle passion pour les avions : 

« Les ailes frémissaient sous le souffle du soir
Le moteur de son chant berçait l'âme endormie
Le soleil nous frôlait de sa couleur pâle. »

Saint-Exupéry passe ainsi presque toute son enfance dans le château familial, entouré de ses frères et sœurs. Alors que la Première Guerre mondiale éclate, Marie de Saint-Exupéry est nommée infirmière-chef de l'hôpital militaire d'Ambérieu-en-Bugey. Elle fait venir ses enfants près d'elle. Ses deux fils, Antoine et François, intègrent en tant qu'internes le collège jésuite Notre-Dame-de-Mongré, à Villefranche-sur-Saône.
À la rentrée scolaire de 1915, Marie de Saint-Exupéry, toujours en poste à Ambérieu-en-Bugey, estime que ses fils ne se plaisent pas vraiment chez les pères jésuites de Mongré. Soucieuse de protéger ses enfants et de favoriser leur développement, elle les inscrit chez les frères marianistes de la Villa Saint-Jean à Fribourg, en Suisse. En rapport étroit avec le collège Stanislas de Paris, ce collège a développé une méthode d'éducation moderne basée sur la créativité. Antoine y retrouve Louis de Bonnevie, dont la famille est voisine et amie de la sienne à Lyon. Il noue avec lui, ainsi qu'avec Marc Sabran et Charles Sallès, une amitié profonde et durable.
En 1917, il obtient son baccalauréat. Au cours de l'été, François, le frère cadet d'Antoine, le compagnon de jeux et le confident, qui souffrait de rhumatismes articulaires, meurt d'une péricardite. Attristé par la mort de son frère, le futur écrivain vivra cet évènement comme le passage de sa vie d'adolescent à celle d'adulte.

La guerre aussi l'inspire. Il réalise des caricatures de soldats prussiens et de leurs casques à pointe, de l'empereur et du Kronprinz. Il écrit aussi quelques poèmes : 

« Parfois confusément sous un rayon lunaire,
Un soldat se détache incliné sur l'eau claire ;
Il rêve à son amour, il rêve à ses vingt ans ! »

En 1918, 1919 et 1920, Antoine échoue à l'oral du concours de l'École navale puis s'inscrit en tant qu'auditeur libre en architecture à l'École nationale supérieure des beaux-arts. À la mort de la tante Tricaud, en 1920, Marie hérite du château de Saint-Maurice où elle s'installe. Ses revenus sont modestes, elle subvient aux besoins de ses enfants en vendant les terres attenantes au château. Antoine bénéficie alors de l'hospitalité de sa cousine Yvonne de Lestrange et accepte également plusieurs petits emplois : avec son ami Henry de Ségogne, il sera notamment figurant durant plusieurs semaines dans Quo Vadis...?, un opéra de Jean Nouguès. En 1918, il fait la connaissance de Louise de Vilmorin, qui lui inspire des poèmes romantiques.

« Je me souviens de toi comme d'un foyer clair
Près de qui j'ai vécu des heures, sans rien dire
Pareil aux vieux chasseurs fatigués du grand air
Qui tisonnent tandis que leur chien blanc respire. »

Cette période lui inspire d'autres poèmes, sous forme de sonnets et suites de quatrains (Veillée, 1921), montrant qu'il vit une période difficile ; il se trouve alors sans projet de vie et sans avenir. Certains de ses poèmes sont calligraphiés et enluminés de dessins à l'encre de Chine. Il offre deux de ses cahiers de poésie à son ami Jean Doat. Dans l'entre-deux-guerres, Louise de Vilmorin devient un des piliers de sa bande d'amis, où figurent aussi Jean Prévost, Hervé Mille, Aimery Blacque-Belair, Jean de Vogüé et son épouse Nelly, Jean Hugo, Léon-Paul Fargue.

### Dans l'aviation

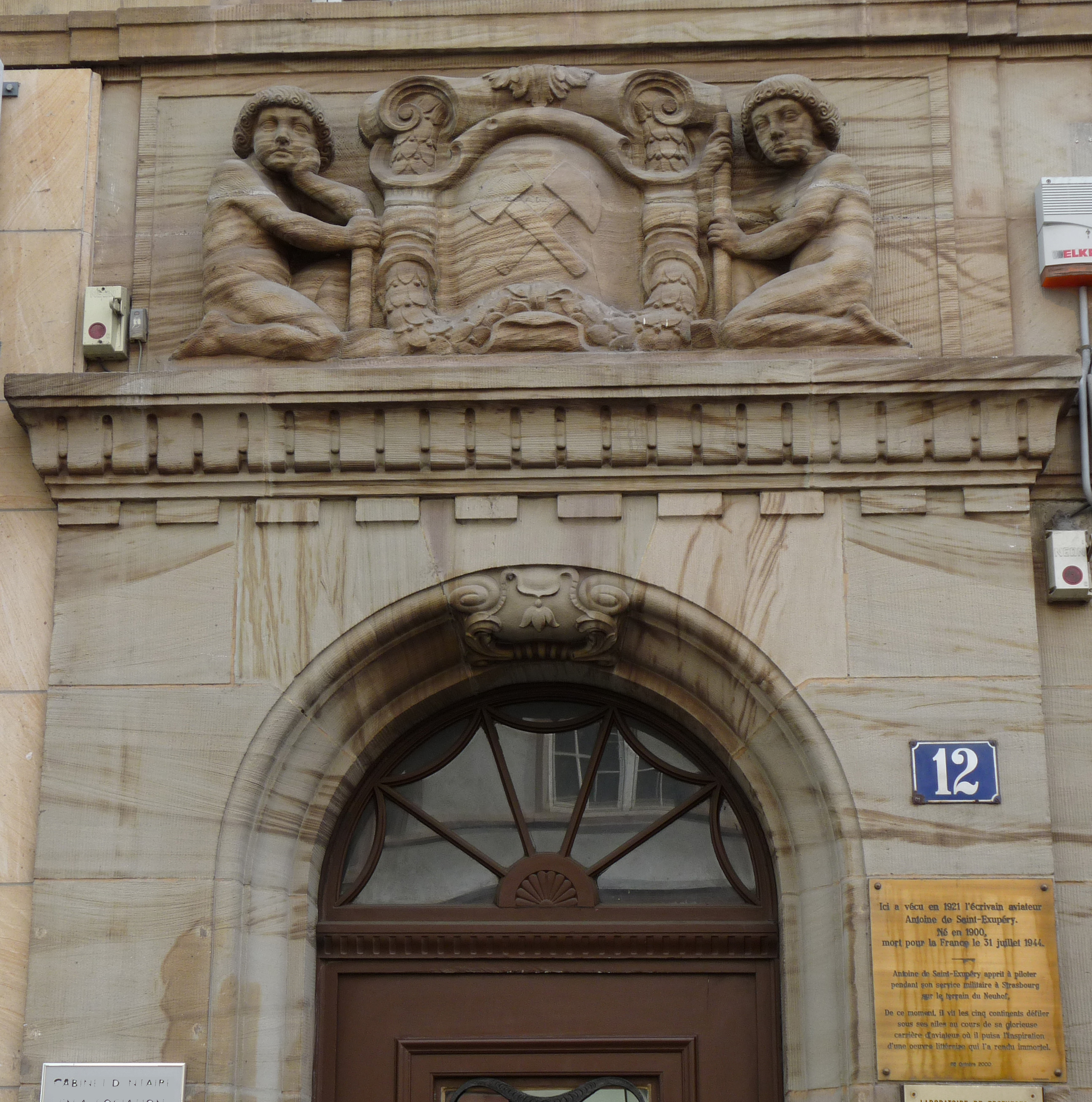
Immeuble de Strasbourg où Antoine de Saint-Exupéry vécut en 1921.

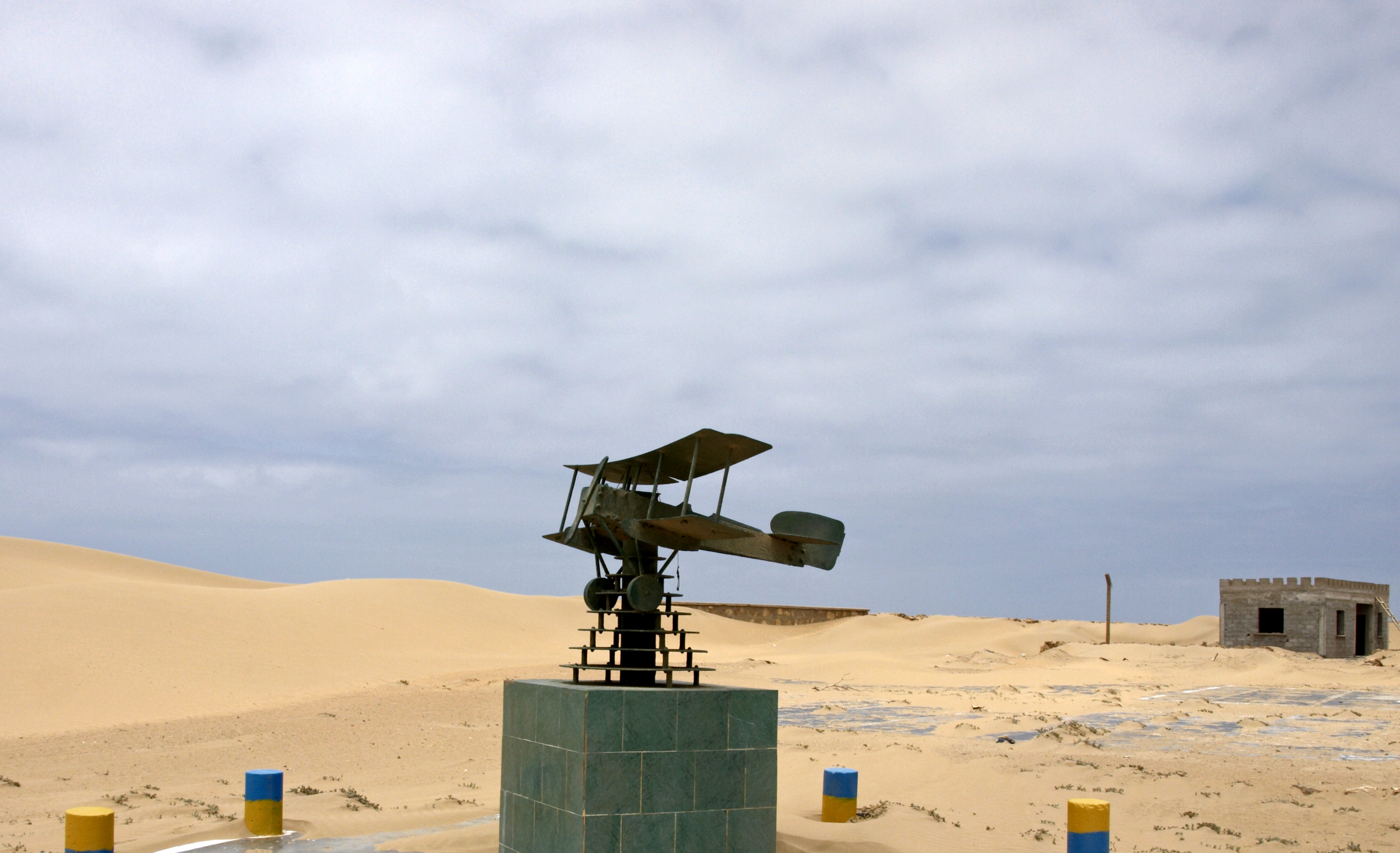
Monument commémoratif à Tarfaya, escale de l'Aéropostale.

#### Passage dans l'Armée de l'air
En avril 1921, il commence son service militaire de deux ans en tant que mécanicien au 2e régiment d'aviation de Strasbourg. En juin, il suit des cours de pilotage civil à ses frais.
Le 9 juillet son moniteur, Robert Aéby, le lâche pour un tour de piste. Seul aux commandes de son avion-école, il se présente trop haut pour l'atterrissage. Remettant les gaz trop brusquement, il cause un retour au carburateur. Croyant que le moteur a pris feu il ne s'affole pas, fait un second tour de piste et atterrit en beauté. Son moniteur valide sa formation.
Titulaire du brevet de pilote civil, il est admis à suivre les cours de pilote militaire. La base aérienne de Strasbourg ne dispose pas d'école de pilotage. Le 2 août 1921, il est affecté au 37e régiment d'aviation au Maroc, à Casablanca, où il obtient son brevet de pilote militaire, le 23 décembre 1921.
En janvier 1922, il est à Istres et est promu caporal. Reçu le 3 avril 1922 au concours d'élève officier de réserve (EOR), il suit des cours d'entraînement à Avord, qu'il quitte pour la base aérienne de Versailles, en région parisienne. Il vole à Villacoublay. Le 10 octobre 1922, il est nommé sous-lieutenant ; puis breveté observateur d'aviation, le 4 décembre 1922.
Pendant ses loisirs, il réalise des croquis de ses copains de chambrée au crayon mine de charbon et à l'encre turquoise. Ses dessins sont regroupés dans son cahier Les Copains.
En octobre il choisit son affectation au 34e régiment d'aviation, au Bourget. Au printemps 1923, le 1er mai, il est victime au Bourget de son premier accident d'avion à la suite d'une erreur d'évaluation, sur un appareil qu'il ne maîtrisait pas, avec comme bilan une fracture du crâne. Après ce grave accident, il est démobilisé, le 5 juin 1923. Pourtant, il envisage toujours d'entrer dans l'Armée de l'air, comme l'y encourage le général Joseph-Édouard Barès. Mais la famille de Louise de Vilmorin, devenue sa fiancée, s'y oppose. Commence pour lui une longue période d'ennui : il se retrouve dans un bureau comme contrôleur de fabrication au Comptoir de Tuilerie, une filiale de la Société générale d'entreprises. En septembre, c'est la rupture des fiançailles avec Louise de Vilmorin, que cette dernière qualifiera plus tard, en 1939, de « fiançailles pour rire », dans un recueil de poèmes. Pourtant, Antoine de Saint-Exupéry en restera attristé sa vie durant.
En 1924, Saint-Exupéry travaille dans l'Allier ainsi que dans la Creuse comme représentant de l'usine suisse Saurer qui fabrique entre autres des camions (il n'en vendra qu'un seul en une année et demie). Il se lasse, donne sa démission. La même année, il commence une œuvre en prose, Manon, danseuse. En 1925, son poème intitulé La Lune montre une inspiration farfelue :

« Il est minuit — je me promène
Et j’hésite scandalisé
Quel est ce pâle chimpanzé
Qui danse dans cette fontaine ? »

#### Pilote à l'Aéropostale
En 1926, il est engagé par Didier Daurat, directeur de l'exploitation des lignes de la compagnie Latécoère (future Aéropostale), sur les recommandations de Beppo di Massimi, et rejoint l'aéroport de Toulouse-Montaudran pour effectuer du transport de courrier sur des vols entre Toulouse et Dakar. Il rédige alors une nouvelle, « L'évasion de Jacques Bernis », dont sera tiré « L'Aviateur », texte publié dans la revue d'Adrienne Monnier, Le Navire d'argent (numéro d'avril 1926), où travaille son ami Jean Prévost. À Toulouse, il fait la connaissance de Jean Mermoz et d'Henri Guillaumet. Au bout de deux mois, il est chargé de son premier convoyage de courrier sur Alicante.

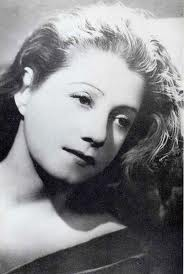
Consuelo de Saint-Exupery.

Fin 1927, il est nommé chef d'escale à Cap Juby au Maroc avec pour mission d'améliorer les relations de la compagnie avec les dissidents maures d'une part et avec les Espagnols d'autre part. Il va y découvrir la brûlante solitude et la magie du désert. En 1929, il publie chez Gallimard son premier roman, Courrier sud, dans lequel il raconte sa vie et ses émotions de pilote.
En septembre 1929, il rejoint Guillaumet en Amérique du Sud pour contribuer au développement de l'Aéropostale jusqu'en Patagonie. En 1930, il utilise la bibliothèque de son ami Paul Dony pour écrire divers sonnets inspirés d'autres poètes, qui sont avant tout des exercices de style. En 1931, il publie son second roman, Vol de nuit qui connaît un immense succès ; il y évoque dans un style lyrique ses années en Argentine et le développement des lignes vers la Patagonie. Le 22 avril 1931, il se marie civilement à Nice, avant le mariage religieux à Agay le lendemain, avec Consuelo Suncin Sandoval de Gómez (décédée le 28 mai 1979), à la fois écrivaine et artiste salvadorienne.

#### Pilote de raids et journaliste
À partir de 1932, alors que la compagnie, minée par la politique[réf. nécessaire], ne survit pas à son intégration dans Air France, il subsiste difficilement, se consacrant à l'écriture et au journalisme. Saint-Exupéry est pilote d'essai pour Latécoère en 1932-1933, puis engagé au service de propagande d'Air France à partir de 1934, en même temps qu'il est pilote de raid, journaliste, reporter et scénariste pour le cinéma.

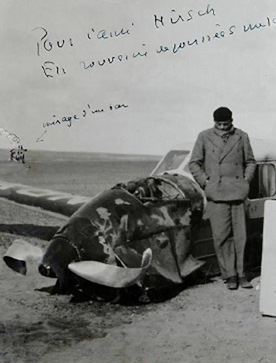
Saint-Exupéry dans le Sahara, en janvier 1936.

##### Crash dans le désert
Le 29 décembre 1935, accompagné de son mécanicien André Prévot, il tente un raid Paris-Saïgon à bord d'un Caudron-Renault Simoun, pour battre le record d'André Japy qui quelques jours plus tôt a relié Paris à Saïgon en 3 jours et 15 heures. Vers 23 h, par une nuit très sombre, ils partent de Benghazi (Libye). Afin d'éviter la zone interdite, ils évitent de longer la côte, volant en ligne droite vers Le Caire (Égypte), au-dessus du Sahara. Le 30 décembre 1935, à 2 h 45, l'avion heurte un plateau rocheux du désert Libyque alors que Saint-Exupéry a volontairement diminué son altitude pour tenter de se repérer. Les deux aviateurs survivent miraculeusement à l'accident, mais leurs cartes primitives et ambiguës ne leur permettent pas d'avoir une idée précise de leur position. Perdus dans les dunes de sable, leurs seules réserves consistent en quelques raisins, deux oranges, une madeleine, une pinte de café dans un thermos cabossé et une demi-pinte de vin blanc dans un autre. Ils possèdent aussi une petite provision de médicaments : cent grammes d'alcool à quatre-vingt-dix pour cent, la même quantité d'éther pur, et un petit flacon d'iode. Après avoir épuisé leurs réserves de boissons dès le premier jour, les deux aviateurs voient des mirages et ont des hallucinations auditives, lesquelles sont rapidement suivies d'hallucinations plus vives. Au deuxième et au troisième jour, après plusieurs expéditions de reconnaissance infructueuses, ils sont tellement déshydratés qu'ils cessent de transpirer. Saint-Exupéry décide de prendre la direction de l'est, « celle de la vie », que Guillaumet suivit 5 ans plus tôt lors de son périple légendaire dans les montagnes andines. Le quatrième jour, deux Bédouins sur un dromadaire les découvrent et leur administrent un traitement de réhydratation indigène qui leur sauve la vie. À Wadi-Natroum, ils plongent la tête dans une bassine d'eau. Accompagnés des deux Bédouins, ils parcourent enfin 80 km jusqu'au Caire.
La nouvelle classique de Saint-Exupéry Le Petit Prince, qui commence par un pilote échoué dans le désert, fait vraisemblablement référence à cette expérience.
En 1936, entre 2 raids, Saint-Exupéry part comme reporter en Espagne pour couvrir la guerre civile.
En 1937, Saint-Exupéry et son inséparable mécano partent à la recherche de voies aériennes pour rallier différentes villes africaines. Ils parcourent plus de 9 000 kilomètres et ouvrent la route des airs entre Casablanca, Tombouctou et Bamako,.

##### Le dernier raid
Le 15 février 1938, Antoine et André tentent un nouveau périple en s'attaquant au raid de New York à Punta Arenas. Mais, en raison d'une regrettable confusion entre les gallons US de 3,78 litres et britannique de 4,54 litres, ils surchargent trop leur nouveau Simoun, le F-ANXR, au départ du Guatemala, et s'écrasent en bout de piste. Les deux aviateurs grièvement blessés sont soignés au Guatemala puis Saint-Exupéry est transféré à New York, où il termine, pendant sa convalescence, la rédaction de Terre des hommes.
De tous ces voyages, il accumule une très importante somme de souvenirs, d'émotions et d'expériences, qui lui servent à nourrir sa réflexion sur le sens à donner à la condition humaine. Sa réflexion aboutit à l'écriture de Terre des hommes, qui est publié en 1939. L'ouvrage est récompensé par le prix de l'Académie française. C'est dans ce roman que l'on trouve la célèbre phrase prononcée par Henri Guillaumet, à qui il a dédicacé l'ouvrage, après son accident dans les Andes : « Ce que j’ai fait, je te le jure, jamais aucune bête ne l’aurait fait ».

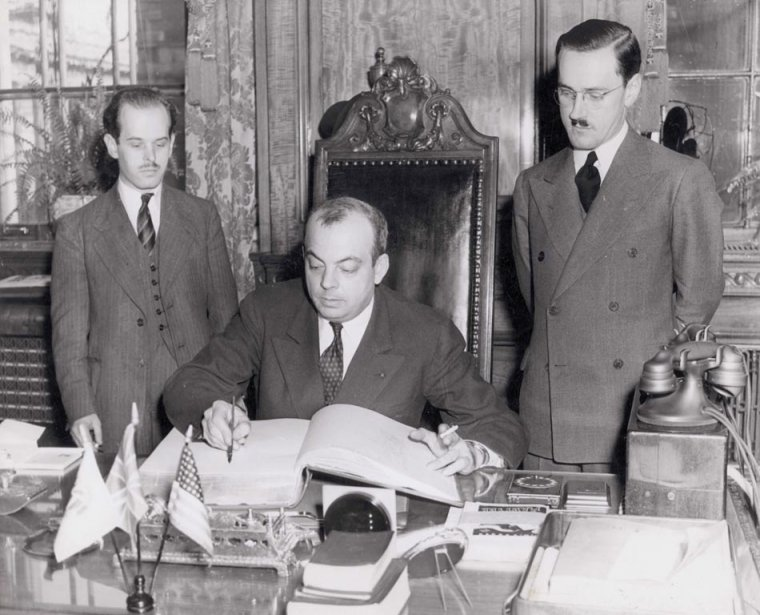
À l'hôtel de ville de Montréal.
À gauche, son éditeur Bernard Valiquette ; et le maire suppléant Paul Leblanc.

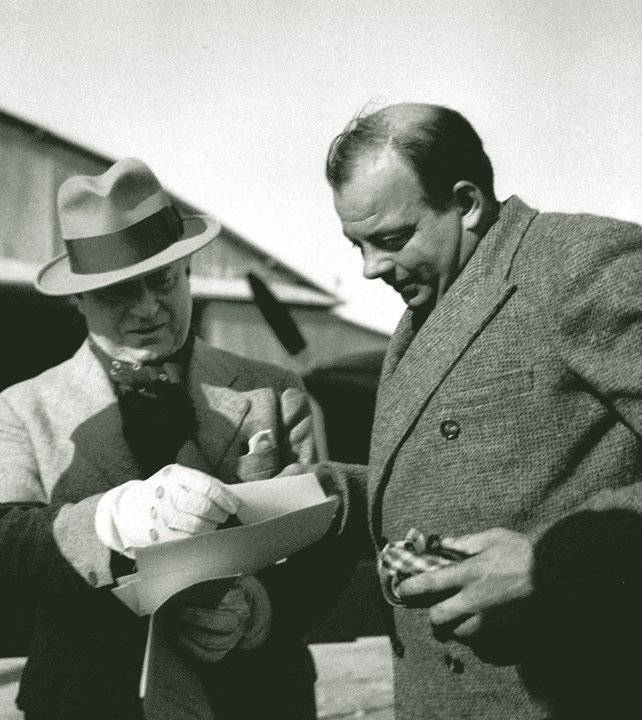
Saint-Exupéry et Marcel Peyrouton à Tunis en 1935.

### Guerre de 1939-1945

#### La campagne de France
En 1939, il sert comme capitaine dans l'Armée de l'air. Après un passage comme instructeur à Toulouse-Francazal, au Bataillon de l'air 101, il obtient sa mutation dans une escadrille de reconnaissance aérienne, le Groupe aérien de reconnaissance 2/33. L'unité est initialement positionnée à Orconte, près de Saint-Dizier, avant de se déplacer avec la ligne de front.
Le 23 mai 1940, il survole Arras alors que les chars allemands envahissent la ville : bien que son avion Bloch 174 soit criblé de balles par la DCA allemande, il réussit à retourner à la base de Nangis avec son équipage sain et sauf ; cet exploit lui vaut d'être récompensé de la Croix de guerre avec palme et cité à l'ordre de l'Armée de l'air le 2 juin 1940. L'épisode lui inspirera le titre et la trame de Pilote de guerre. Le Groupe aérien de Reconnaissance II/33 sera brièvement basé à l'aérodrome de Blois – Le Breuil le 10 juin 1940 lors de son repli vers la zone libre.
Il est démobilisé à Perpignan, d'où son escadrille s'envole pour Alger, le 20 juin 1940, sans lui, car il a été chargé de récupérer des pièces de rechange à Bordeaux. Il y réquisitionne un vieux Farman, charge les pièces et quelques passagers, dont Suzanne Massu (à l'époque Suzanne Torrès), et atterrit à Oran.

#### Départ pour New-York en 1940
Après l'armistice de juin 1940, il part en novembre 1940 pour New York, où il arrive le 31 décembre 1940, grâce aux passeports délivrés par Henry du Moulin de Labarthète. Il poursuit l'objectif de faire entrer en guerre l'armée des États-Unis. Considéré par certains comme pétainiste car non gaulliste, Saint-Exupéry a du mal à faire entendre sa voix.
Comme l'immense majorité des Français, il est au départ plutôt favorable au gouvernement de Vichy, qui lui semble représenter la continuité de l'État et qui représente une forme de cohésion nationale pour les Français souffrant de l'Occupation. Il est donc plutôt méfiant envers le général de Gaulle, lui reprochant de nier la défaite militaire de la France.
De fait, il souhaite surtout protéger les Français et a surtout essayé de réconcilier les factions opposées ; lors de son appel radiophonique du 29 novembre 1942 depuis New York, soit trois semaines après le débarquement allié en Afrique du Nord, il lance : « Français, réconcilions-nous pour servir » ; il tente aussi de repousser l'épuration qui se prépare.
Il reste alors incompris, il est trop tard : le moment est celui de l'affrontement général.
En janvier 1941, le maréchal Pétain l'aurait nommé sans le prévenir au Conseil national, l'assemblée consultative de Vichy. Antoine de Saint-Exupéry publie alors deux communiqués, où il refuse cette appartenance. Sa nomination n'était qu'une rumeur semble-t-il ; son nom n'apparaît ni dans la liste officielle publiée par le Journal officiel le 24 janvier, ni dans la liste publiée par la presse. En revanche, son nom figure dans la liste des membres du comité provisoire du Rassemblement pour la Révolution nationale, organisme concurrent de la Légion française des combattants, qui devait réfléchir à la mise en place d'un mouvement de masse visant à « assurer au nouveau régime ses assises et briser l'activité renaissante de certaines organisation [le PCF] », mais qui n'eut qu'une existence éphémère. Liste publiée par plusieurs journaux le 30 et le 31 janvier 1941.

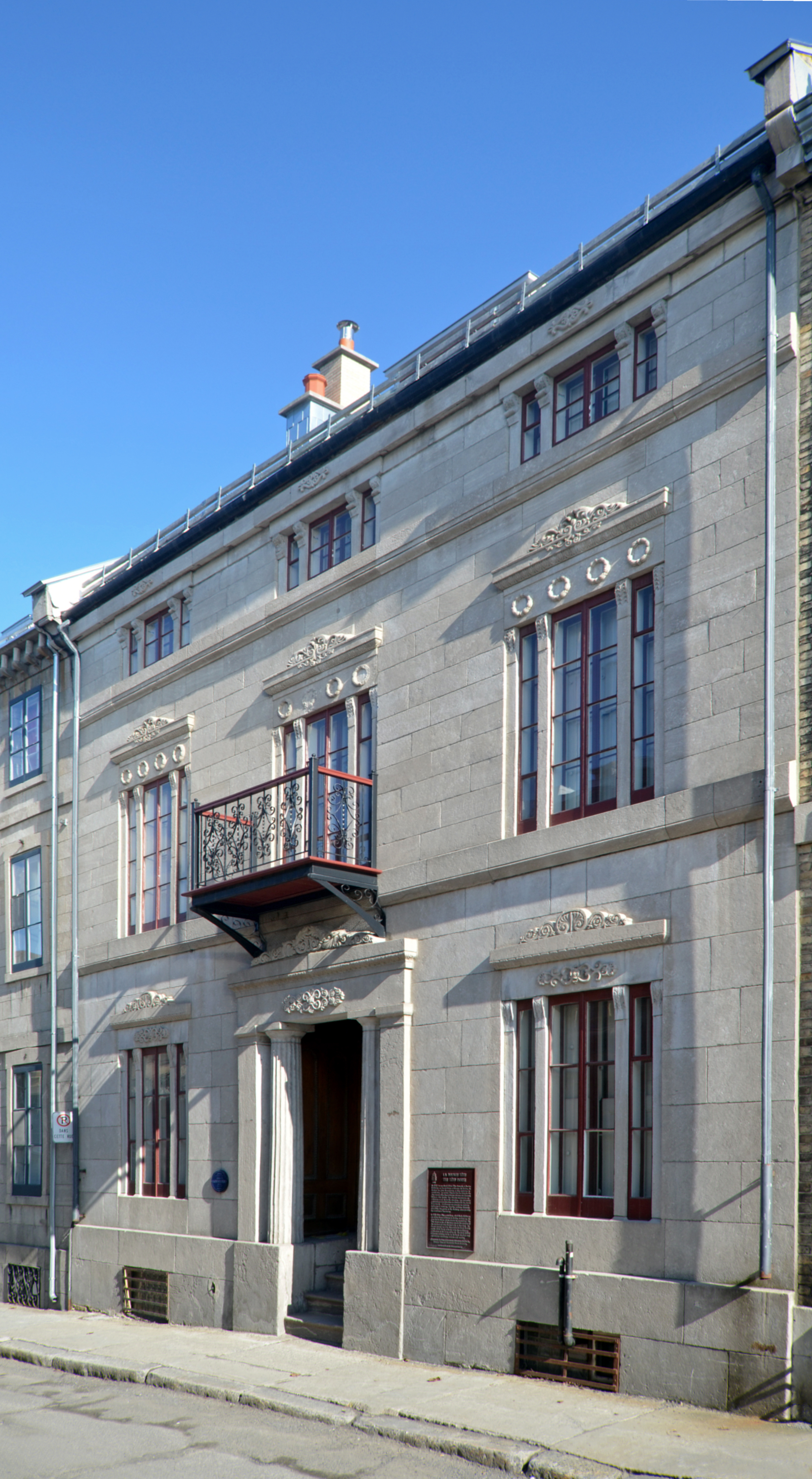
La maison Cirice-Têtu dans laquelle Antoine de Saint-Exupéry a séjourné en 1942 à Québec.

Le 8 décembre 1941, les États-Unis entrent en guerre. En mai 1942, en route pour les États-Unis, il est accueilli au Canada par la famille de Charles De Koninck sur rue Sainte-Geneviève, dans le Vieux Québec. Des problèmes de visa prolongent son séjour québécois de cinq semaines. Poursuivant son objectif de faire entrer les États-Unis dans la guerre, il publie à New York en février 1942 Pilote de guerre. Il y montre une France qui ne s'est pas rendue sans avoir mené une héroïque bataille de France. Au sommet des ventes, le livre fera beaucoup pour sensibiliser l'opinion nord-américaine au conflit européen, mais l'auteur est en proie à la dépression.
Par l'intermédiaire de son traducteur Lewis Galantière, il rencontre Silvia Hamilton, journaliste, qui ne parle pas un mot de français. C'est au cours de la relation amoureuse nouée avec celle-ci que l'aviateur écrit Le Petit Prince. L'année suivante, il décide de rejoindre les troupes françaises combattant au sein de l'armée américaine. Avant de repartir, il confie à la jeune journaliste le manuscrit de son conte philosophique, dont la première édition sera publiée aux États-Unis, en anglais puis en français.

#### Retour à l'Armée de l'air en Afrique du Nord
Il ne pense qu'à retourner à l'action. Pour lui, tout comme du temps de l'Aéropostale, seuls ceux qui participent aux événements peuvent en témoigner. En avril 1943, bien que considéré par les Alliés comme un pilote trop âgé pour un avion de combat, il quitte les États-Unis et reprend du service actif dans l'aviation en Tunisie grâce à ses relations et aux pressions du commandement français.
Le 5 mai 1943, Saint-Exupéry se présente au Palais d'été à Alger devant le général René Chambe, son ami, devenu ministre de l'Information du général Giraud et lui déclare, irrité de n'avoir pas pu venir immédiatement après le débarquement allié : « Présent au rendez-vous, mais avec six mois de retard, excusez-moi. C'est la faute aux gaullistes ». Chambe l'amène à Giraud. Saint-Exupéry explique à Giraud la nécessité de contrer la propagande gaulliste qui jette le trouble au sein de l'armée et le met en garde contre la venue du général de Gaulle à Alger. Par ailleurs, tannés par Saint-Exupéry, Chambe et Giraud obtiennent auprès d'Eisenhower que le pilote français puisse se « transformer » sur l'avion américain Lockheed P 38 Lightning avant de retrouver le prestigieux groupe 2/33, dans lequel il a servi en 1939-1940. Celui-ci est désormais commandé par son ancien camarade René Gavoille, qu'il a d'ailleurs mentionné à plusieurs reprises dans Pilote de guerre, ouvrage publié à New York en 1942 et qui relate son expérience de pilote pendant la Campagne de France au sein de ce même Groupe de reconnaissance 2/33.
Toujours dans la reconnaissance aérienne, il effectue quelques missions et obtient sa promotion au grade de commandant. Mais plusieurs incidents le placent « en réserve de commandement » dès août 1943, étant donné son âge et son mauvais état de santé général, consécutif à ses accidents aériens. Il revient alors à Alger et habite chez son ami le docteur Pélissier. Tout en poursuivant ses démarches pour reprendre du service, il continue à travailler sur Citadelle et supporte de plus en plus difficilement son inaction forcée. Au printemps 1944, le général Eaker, commandant en chef des forces aériennes en Méditerranée, l'autorise à rejoindre à nouveau son unité combattante. Il retrouve René Gavoille et le groupe 2/33, alors basé à Alghero, en Sardaigne. Il effectue plusieurs vols, émaillés de pannes et d'incidents.
De passage à Alger le 3 ou 4 juillet 1944 pour assister à un mariage, il rend visite à l'écrivain Jacques Meyer, alors administrateur général de « Radio France », la radio de la France libre basée à Alger, et lui déclare ne pas se faire d'illusions : « Un jour ou l'autre, je tomberai en croix dans la Méditerranée » - prémonition de sa disparition au combat, au large de Marseille, trois semaines plus tard.

#### Dernier vol le 31 juillet 1944
Le 17 juillet 1944, le 2/33 s'installe à Borgo, non loin de Bastia, en Corse.
Le 31 juillet 1944 Saint-Exupéry décolle de l'aéroport voisin de Poretta. Il vole aux commandes du F-5B-1-LO, bimoteur P-38 Lightning en version reconnaissance aérienne. Quittant le terrain à 8 h 25 du matin pour une mission de cartographie, il met le cap sur la vallée du Rhône, devant ensuite passer par Annecy et faire retour par la Provence. Sa mission consiste en une série de reconnaissances photographiques afin de tracer des cartes précises du pays, fort utiles au tout prochain débarquement en Provence, prévu pour le 15 août. Il est seul à bord, son avion n'est pas armé et emporte du carburant pour six heures de vol. À 8 h 30, il se signale par son dernier écho radar. La mission démarre. Saint-Exupéry ne revient pas ; le temps de carburant étant écoulé, il est porté disparu.
En 1945, il est reconnu « mort pour la France ».
Le 12 mars 1950, au Journal officiel, le commandant Antoine de Saint-Exupéry est cité à l'ordre de l'armée aérienne à titre posthume, pour avoir « prouvé, en 1940 comme en 1943, sa passion de servir et sa foi en le destin de la patrie », et « trouvé une mort glorieuse, le 31 juillet 1944, au retour d'une mission de reconnaissance lointaine sur son pays occupé par l'ennemi ».
Après la disparition de son fils, Marie de Saint-Exupéry se réfugie dans la prière, écrit des poèmes où elle parle de son fils et s'attache à faire publier ses écrits posthumes.

### Le mystère de sa mort
Longtemps perdue, l'épave de l'avion de Saint-Exupéry a été découverte en 2000, certifiant de la sorte le lieu de sa mort. Pour autant, en dépit de cette découverte essentielle, les circonstances de cette mort n'ont pu être éclaircies. L'hypothèse la plus probable est que son avion ait été abattu par un chasseur allemand. Elle n'est étayée d'aucune preuve.
Les multiples hypothèses quant aux circonstances de la mort de l'aviateur, sans cesse évolutives depuis 1944, forment un mystère régulièrement revisité dans la presse et la culture populaire, en particulier à l'occasion de nouvelles découvertes ou de témoignages inédits. Chacune des nouvelles « révélations » relance l'intérêt aussi bien des spécialistes que du grand public, pour le « mystère Saint-Ex ».

#### L'identification du Lightning de Saint-Exupéry en 2003
En 2000, des morceaux de son appareil — une jambe du train d'atterrissage gauche N° 2734L et des éléments de carlingue (partie gauche d'une des deux poutres de cet avion aux lignes très particulières) — sont retrouvés et identifiés en Méditerranée au large de Marseille, face nord-est de l'île de Riou (archipel du même nom) par le plongeur professionnel marseillais Luc Vanrell.
Deux ans plus tôt, le 7 septembre 1998, un patron pêcheur marseillais, Jean-Claude Bianco, assisté de son second, le marin Habib Benhamor, avait fortuitement remonté dans ses filets une gourmette en argent oxydée par un long séjour sous-marin et sur laquelle étaient gravés le nom d'Antoine de Saint-Exupéry, le prénom de son épouse (Consuelo), et l'adresse de sa maison d'édition à New York (Reynal & Hitchcock).
Ces découvertes localisent avec précision la zone de disparition du commandant Antoine de Saint-Exupéry.
Remontés à la surface par la Comex entre le 1er et le 3 septembre 2003, les vestiges de l'avion tant recherché sont formellement identifiés, le samedi 27 septembre 2003, grâce à un numéro matricule retrouvé gravé par le constructeur de l'appareil (Lockheed, Californie).
Les pièces du Lightning F-5B # 42-68223 ont été exposées au musée de l'air et de l'espace du Bourget, dans une exposition temporaire consacrée à l'écrivain aviateur. Ces pièces sont désormais conservées dans les réserves du Musée mais ne sont pas visibles par le public (hors demande écrite officielle), car toujours sujettes à détérioration liées aux attaques du temps.

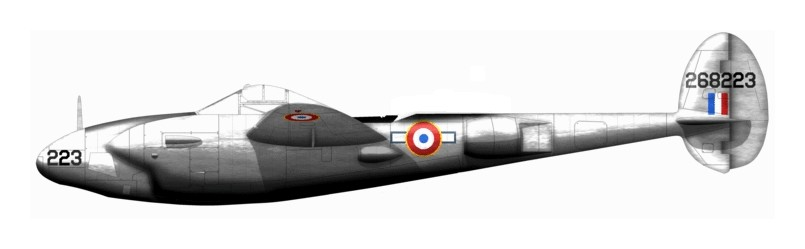
F-5 Lightning à bord duquel Antoine de Saint-Exupéry a disparu le 31 juillet 1944 (vue d'artiste).

Ces éléments ne permettent cependant pas de conclure définitivement sur les circonstances de sa mort.
L'étude des vestiges renfloués suggère un piqué dans l'eau, presque à la verticale et à grande vitesse et une panne du moteur gauche (turbocompresseur froid à l'entrée dans l'eau). Panne technique, malaise du pilote, attaque aérienne ou autre : la cause du piqué n'est pas éclaircie. Au grand dam de ses proches, l'hypothèse du suicide est même évoquée ; Saint-Exupéry est diminué physiquement (il ne pouvait fermer seul la verrière de son appareil), désespéré par le monde qu'il voyait s'annoncer. Ses derniers écrits conforteraient cette hypothèse, par leur ton franchement pessimiste, par exemple les dernières lignes d'une lettre adressée à Pierre Dalloz, écrite la veille de sa mort :
« Si je suis descendu, je ne regretterai absolument rien. La termitière future m’épouvante. Et je hais leur vertu de robots. Moi, j’étais fait pour être jardinier. »

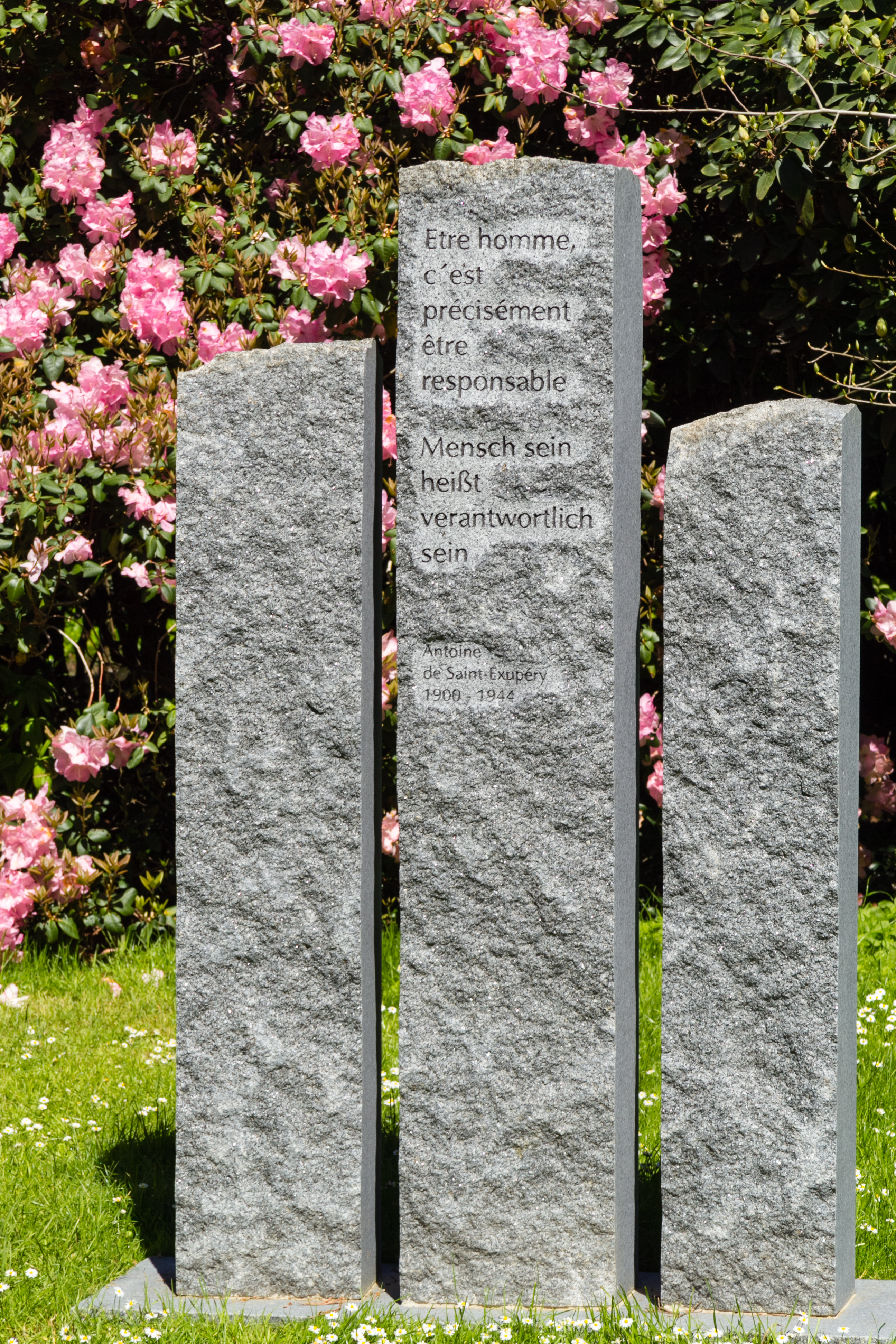
Île de Mainau, lac de Constance, Allemagne.
Être homme, c'est précisément être responsable.

#### Le chasseur allemand Robert Heichele
En 1950, un pasteur d'Aix-la-Chapelle, ancien officier de renseignements dans la Luftwaffe, témoigne avoir appris, le 31 juillet 1944, qu'un P-38 Lightning avait été abattu en Méditerranée par un Focke-Wulf allemand. Puis, en 1972, surgit dans une revue allemande à caractère historico-fictionnel le témoignage « posthume » d'un jeune officier allemand, l'aspirant Robert Heichele, qui aurait fait feu sur le Lightning depuis son appareil, un Focke-Wulf 190, vers midi, au-dessus de Castellane dans le département des Alpes-de-Haute-Provence.
Heichele fut à son tour abattu en août 1944, échappa à la mort, fut très grièvement blessé en ayant essayé d'atterrir à Avignon, son avion en flammes. Le malheureux pilote sera finalement tué dans l'ambulance dans laquelle il se trouvait, mitraillée par la chasse alliée lors de la retraite par la vallée du Rhône. Bien que Robert Heichele ait effectivement existé, son rôle dans la mort de Saint-Exupéry est définitivement écarté : le pseudo-témoignage provient de l'imagination d'un passionné allemand. Ce dernier s'excusera peu après d'avoir exposé cette théorie dans une revue allemande de type historico-romanesque « Der Landser » No 124 (le Troufion).

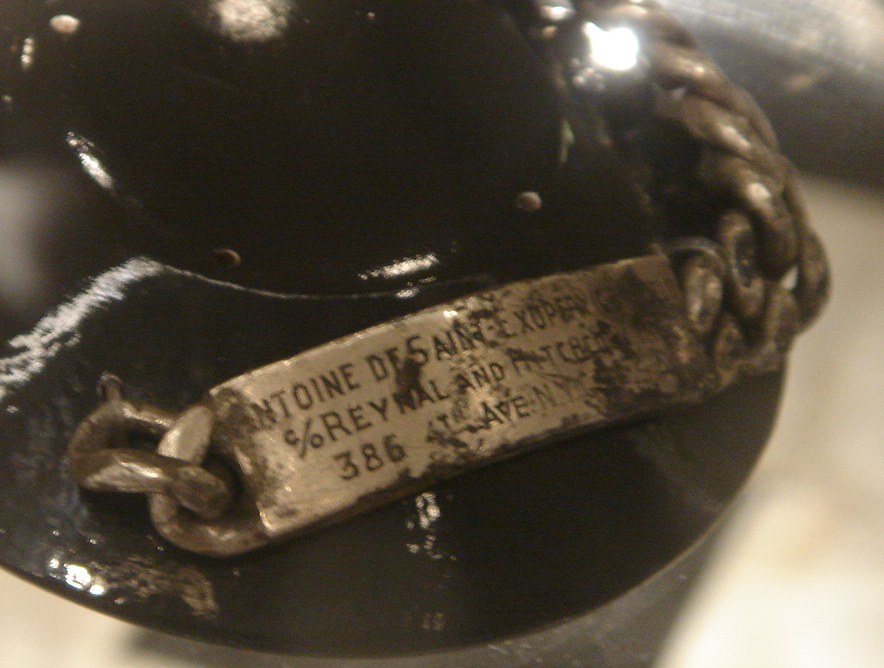
Gourmette de Saint-Exupéry retrouvée en 1998.

#### L'officier de Génie Erich Herot
En novembre 1963, à la suite d'un article publié par le journal allemand Bild sur la disparition d'Antoine de Saint-Exupéry, l'ancien officier de Génie Erich Herot écrit au quotidien une lettre de témoignage : « Fin juillet 1944, j'effectuais un voyage d'inspection dans la région de Marseille. Inspectant une de nos positions de Carry-le-Rouet, j'aperçus un avion évoluant au ras du sol venant de la vallée du Rhône. Il volait selon la tactique du « saut de haies », ramenant l'appareil près du sol dès l'obstacle franchi. Après avoir survolé la partie la plus haute de la presqu'île, il redescendit vers la surface de la mer, mais la queue toucha l'eau, ce qui provoqua un jaillissement d'écume et une explosion désintégrant l'avion. Les hommes qui m'entouraient avaient eu le temps de constater qu'il ne s'agissait pas d'un appareil allemand. Nous n'avons pas constaté de tir de D.C.A. ni d'avion poursuivant. »

#### Le Lightning de Carqueiranne
Dans les années 1990, un autre témoignage surgit tardivement. Une habitante de Carqueiranne, madame Simone Boudet, aurait vu, le jour fatidique du dernier vol, le Lightning se faire abattre. La mer aurait ensuite rejeté le corps d'un soldat sur la plage, lequel aurait été enterré anonymement dans le cimetière de la commune.
Pour savoir si ce corps est la dépouille de Saint-Exupéry, il faudrait l'exhumer pour procéder à des comparaisons avec l'ADN des membres de sa famille, lesquels s'y montrent opposés. D'autant que, d'après des témoignages locaux[réf. nécessaire], les débris de vêtements militaires portés par la dépouille auraient été allemands. Il existe au moins trois épaves d'avions de guerre allemands dans cette baie, à différentes profondeurs. Un chasseur-bombardier en piqué Junkers Ju 87 « Stuka » littéralement désintégré lors de son impact avec la surface de la mer par six mètres de fond au nord-est de la baie, un bombardier bimoteur Heinkel He 111 au sud de la baie par près de 90 mètres de fond et un chasseur Messerschmitt Bf 109 au sud de la petite île de Bagaud par douze mètres de profondeur. Si les rapports d'archives mentionnent la mort des membres de l'équipage du Ju 87 et du Bf 109, l'histoire du He 111 reste, elle, douteuse.

#### L'aveu du pilote de chasse allemand Horst Rippert
En mars 2008, Horst Rippert, ancien pilote de la Luftwaffe, est localisé dans le nord de l'Allemagne par l'historien Lino von Gartzen. Le pilote vétéran affirme avoir abattu un avion de type P-38 Lightning, précisément le 31 juillet 1944, dans la zone où se trouvait Saint-Exupéry. Il confirme son témoignage au journaliste Jacques Pradel et au plongeur Luc Vanrell, dont l'enquête paraît en 2008.
En mission pour retrouver un avion ennemi qui survolait la région d'Annecy, Horst Rippert aurait tourné plusieurs minutes au-dessus de la Méditerranée sans rien repérer. Soudain, un avion allié l'aurait croisé, 3 000 mètres au-dessous de lui. Horst Rippert aurait alors tiré et touché l'autre appareil. Ce dernier se serait enflammé et serait tombé à pic dans la Méditerranée.
Horst Rippert, qui admirait l'écrivain, a déclaré : « Si j'avais su qui était assis dans l'avion, je n'aurais pas tiré. Pas sur cet homme,. » Après la guerre Horst Rippert, par ailleurs frère d'Ivan Rebroff (mort en février 2008, soit peu avant cette révélation), s'était reconverti dans le journalisme et dirigeait le service des sports de la ZDF.
Aucune preuve matérielle ne vient pour l'instant étayer ou infirmer ce témoignage.

#### Hypothèse de la mort en captivité après le crash du Lightning
En 2017, après la découverte d'un nouveau document, quatre auteurs : Lino von Gartzen, archéologue, Bruno Faurite, inspecteur de la police de l'air, François d'Agay, neveu de Saint-Exupéry et Luc Vanrell, archéologue, suivent une nouvelle piste, celle d'un pilote de reconnaissance décédé le 31 juillet 1944 en soins chirurgicaux. Mais, les archives américaines consultées permettent aux auteurs d'identifier les faits en Normandie, écartant ainsi un lien avec la mort d'Antoine de Saint-Exupéry.

## Œuvres
Si elles ne sont pas tout à fait autobiographiques, ses œuvres sont largement inspirées de sa vie de pilote aéropostal, y compris pour Le Petit Prince (1943) — son succès le plus populaire (il s'est vendu depuis à plus de 134 millions d'exemplaires dans le monde, ce qui le place en cinquième position des livres les plus vendus au monde) — qui est plutôt un conte poétique et philosophique.

### Ouvrages publiés de son vivant
- L'Aviateur : Publié en 1926. Le premier texte édité de Saint-Exupéry, fragment semble-t-il d'un ensemble plus vaste, et qui servira de matériau pour Courrier sud.
- Courrier sud : Publié en 1929. À travers le personnage de Jacques Bernis, Saint-Exupéry raconte sa propre expérience et ses propres émotions de pilote. Louise de Vilmorin est campée dans le personnage de Geneviève.
- Vol de nuit : Publié en décembre 1931. Cette œuvre qui atteint au dépouillement de la tragédie, préfacée par son ami André Gide, valut le prix Femina à Antoine de Saint-Exupéry et le consacra comme homme de lettres. Ce fut un immense succès, ayant donné lieu à de multiples traductions. Son adaptation cinématographique fut même vendue à Hollywood. Le personnage principal, Rivière, est inspiré par son chef Didier Daurat. Il donne vie à un chef qui sait pousser ses hommes au bout d'eux-mêmes pour la réalisation de leur mission : le courrier doit passer à tout prix, la mission dépasse en valeur la vie humaine. Les valeurs que le roman véhicule sont : primauté de la mission, importance du devoir et responsabilité de la tâche à accomplir jusqu'au sacrifice. L'importance de la notion de responsabilité traverse toute son œuvre, de Terre des hommes et Vol de nuit jusqu'à ses derniers textes[65], sans oublier Pilote de guerre où il écrit : « Chacun est responsable de tous ».
- Terre des hommes : Publié en décembre 1939, ce livre obtient le Grand prix du roman de l'Académie française. C'est une suite de récits, de témoignages et de méditations à partir de la somme d'expériences, d'émotions et de souvenirs qu'il a accumulés lors de ses nombreux voyages. C'est aussi un hommage à l'amitié et à ses amis Mermoz et Guillaumet, et plus largement une occasion d'y donner les clés de son humanisme. Certains extraits sont devenus des citations célèbres :

« Quant à toi qui nous sauves, Bédouin de Libye, (…) tu es le frère bien-aimé. Et (…) je te reconnaîtrai dans tous les hommes. »

« La grandeur d'un métier est peut-être, avant tout, d'unir les hommes : il n'est qu'un luxe véritable, et c'est celui des relations humaines. »

« Aimer, ce n'est point nous regarder l'un l'autre mais regarder ensemble dans la même direction. »

Parlant d'un enfant que la misère de son milieu social privera de chances d'épanouissement :

« C'est (…) Mozart assassiné. »

- Pilote de guerre : Publié en 1942.
- Le Petit Prince : Conte philosophique écrit à Eaton's Neck (Northport, États-Unis) et publié en 1943 à New York chez Reynal & Hitchcock en deux versions (anglaise et française). Il ne sera publié en France qu'en 1946, soit deux ans après sa mort. Un pilote, sans doute postal, s'est posé en panne dans un désert. Il y fait une rencontre à la fois tendre et surprenante : un jeune garçon habitant d'un astéroïde et venu visiter la Terre. Pour des raisons techniques, les « aquarelles de l'auteur » reproduites dans les versions françaises qui ont suivi n'étaient que des retramages de l'édition américaine, ce qui induisait une perte de qualité sensible. De plus, certains dessins avaient été modifiés de façon mineure. L'édition Gallimard parue en 1999[66] semble être la première à fournir des illustrations conformes à l'édition originale, de bien meilleure qualité technique et artistique en dépit d'un format plus réduit (les techniques d'impression ayant fait des progrès depuis 1943).
- Lettre à un otage : Publié en 1943.

### Ouvrages posthumes
- Citadelle : Publié en 1948. Commencée en 1936, cette œuvre ne fut pas achevée par Saint-Exupéry. Publiée dans une première version en 1948 à partir d'un texte dactylographié, elle ne comportait pas l'intégralité de la pensée de l'auteur. La totalité des manuscrits fut mise à la disposition des éditeurs en 1958 et permit de mieux épouser ses intentions. « Citadelle n'est pas une œuvre achevée. Dans la pensée de l'auteur elle devait être élaguée et remaniée selon un plan rigoureux qui, dans l'état actuel, se reconstitue difficilement. L'auteur a souvent repris les mêmes thèmes, soit pour les exprimer avec plus de précision, soit pour les éclairer d'une de ses images dont il a le secret. » (Simone de Saint-Exupéry)
- Lettres de jeunesse (1923-1931) : Publié en 1953. Nouvelle édition en 1976 sous le titre Lettres de jeunesse à l'amie inventée.
- Carnets : Publié en 1953. Édition intégrale en 1975. Ensemble de notes tenues de 1935 à 1940 sur un agenda et cinq carnets. Très éclectique, l'ouvrage reflète les intérêts et curiosités de l'écrivain pour les sciences, la religion, la littérature et donne lieu à des réflexions et à des aphorismes.
- Lettres à sa mère : Publié en 1955. Recueil de la correspondance de Saint-Exupéry avec sa mère couvrant la période 1910-1944.
- Un sens à la vie : publié en 1956. Écrits.
- Écrits de guerre (1939-1944) : publié en 1982. Ce recueil posthume, contenant la Lettre au général X[67], est préfacé par Raymond Aron.
- Manon, danseuse : Publié en 2007. Court roman achevé en 1925. C'est l'histoire d'amour entre une « poule », Manon, et un homme de quarante ans, « grave », triste, qui cherche un sens à sa vie. Dès leur rencontre, se noue entre eux une relation amoureuse, l'homme protégeant tendrement sa « pauvre petite fille », qu'il croit danseuse. Ils font l'amour sans passion ; partent en voyage en voiture. Mais il apprend un jour par trois de ses clients que Manon est en fait une prostituée. Ils rompent puis se revoient. Manon se jette sous les roues d'un camion et manque de mourir. Elle restera boiteuse.
- Lettres à l'inconnue : Collection de lettres d'amour à une jeune ambulancière de la Croix-Rouge rencontrée en mai 1943 dans un train entre Oran et Alger. Ces lettres sont ornées de dessins du Petit Prince que Saint-Exupéry fait parler à sa place. Elles ont été mises au jour en novembre 2007 lors d'une vente publique, et publiées par Gallimard en septembre 2008 sous forme de fac-similés accompagnés de transcriptions.

### Recueils d'œuvre
- Les Œuvres d'Antoine de Saint Exupéry. Trois volumes. Nouvelle Librairie de France, Paris, Imprimerie Nationale, 1963. Enrichie de lithographies originales de Georges Feher.
- Antoine de Saint Exupéry. Œuvres complètes (2 tomes). Publiées sous la direction de Michel Autrand et Michel Quesnel avec la collaboration de Paule Bounin et Françoise Gerbod. Collection Bibliothèque de la Pléiade (nos 98 et 454), Éditions Gallimard (1994, 1999).
- Antoine de Saint-Exupéry. Du vent du sable et des étoiles, édition établie et présentée par Alban Cerisier, Gallimard, Quarto, 2018. Contient des textes, lettres et dessins, dont de nombreux documents inédits.

### Texte pour la presse
- « Moscou » (1935 pour Paris-Soir)
- « Le Vol brisé. Prison de sable » (janvier-février 1936 pour L'Intransigeant)
- « L'Espagne ensanglantée » (août 1936 pour L'Intransigeant)
- « Madrid » (juillet 1937 pour Paris-Soir)
- « La Paix ou la guerre » (1938 pour Paris-Soir)

### Cinéma
- Scénario original pour Anne-Marie, film français réalisé par Raymond Bernard, sorti en 1936.

## À noter

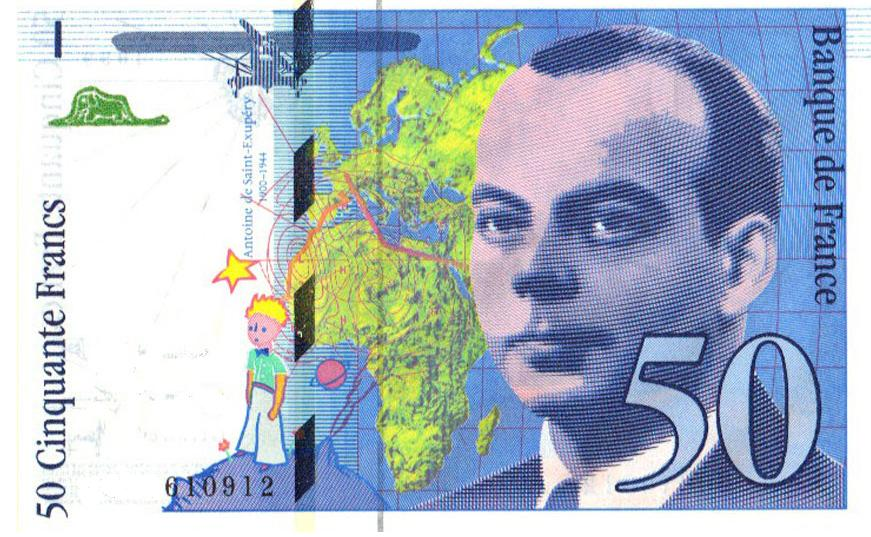
Billet de 50 francs.

- Antoine de Saint-Exupéry a aussi été un homme de sciences : il détient près d'une dizaine de brevets d'inventions techniques[68],[69], et a aussi mis au point de nombreux problèmes mathématiques, dont le problème du Pharaon[70] publié à son retour d'Égypte.
- Lors de l'émission du billet de cinquante francs français à l'effigie d'Antoine de Saint-Exupéry, la Banque de France avait commis une coquille sur certaines séries en typographiant le nom « Antoine de Saint-Éxupéry » sur le billet[71].
- Le 29 juin 2010, 110 ans exactement après la naissance de l'auteur, le logo du site Google.fr a été agrémenté d'une illustration du Petit Prince[72].
- Suzanne Massu née Torrès, infirmière en chef de l'escouade des Rochambelles de la 2e DB, dit avoir voyagé dans l'avion emmenant Saint-Exupéry en Algérie en 1940[73].
- Il vole pour la première fois à l'âge de 12 ans, sur un Berthaud-Wroblewski W3, piloté par Gabriel Wroblewski. En tout, il volera sur au moins 31 appareils différents[74].

## Une notoriété mondiale

### Bâtiments

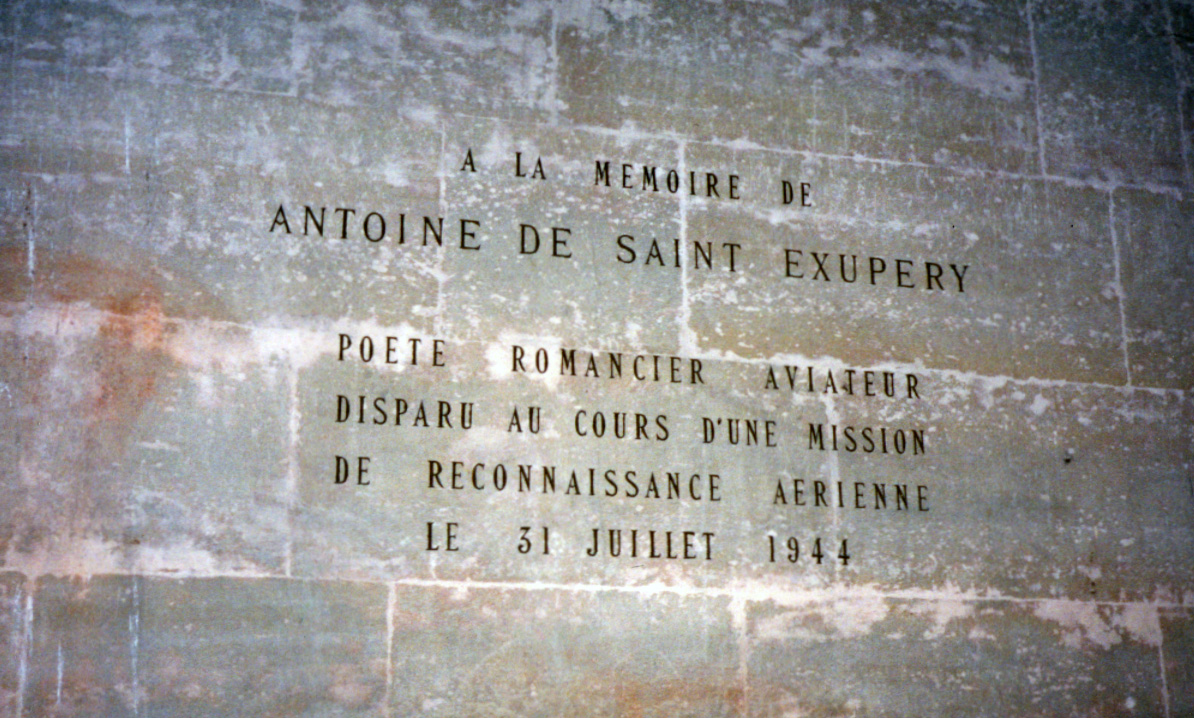
Inscription au Panthéon de Paris.

- Sur les murs du Panthéon de Paris, une inscription honore sa mémoire en ces termes. Il est écrit: À LA MEMOIRE DE ANTOINE DE SAINT EXUPERY POÈTE ROMANCIER AVIATEUR DISPARU AU COURS D'UNE MISSION DE RECONNAISSANCE AÉRIENNE LE 31 JUILLET 1944

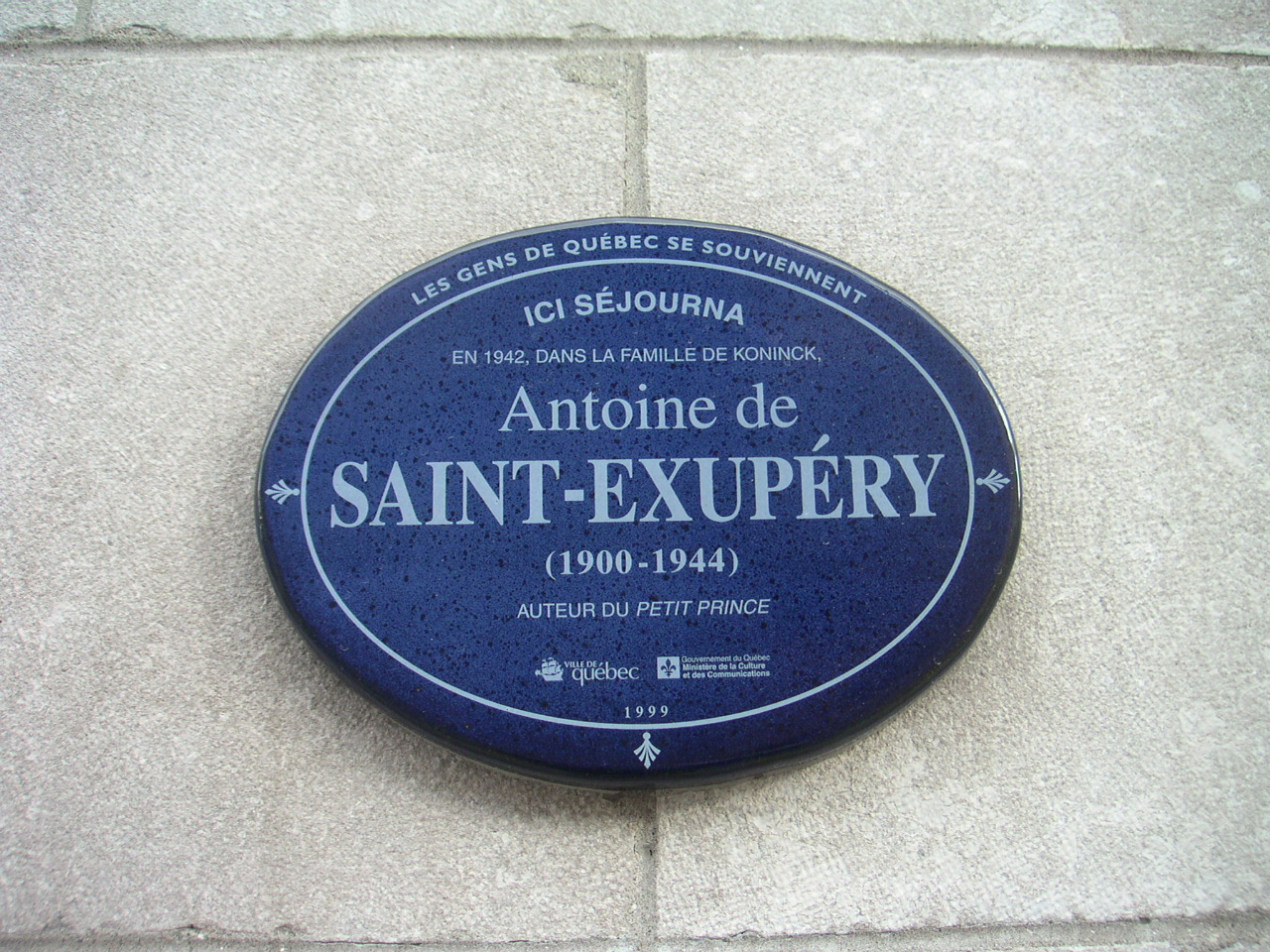
Plaque commémorative apposée sur la façade de la maison Cirice-Têtu où Saint-Exupéry séjourna 1942 à Québec.

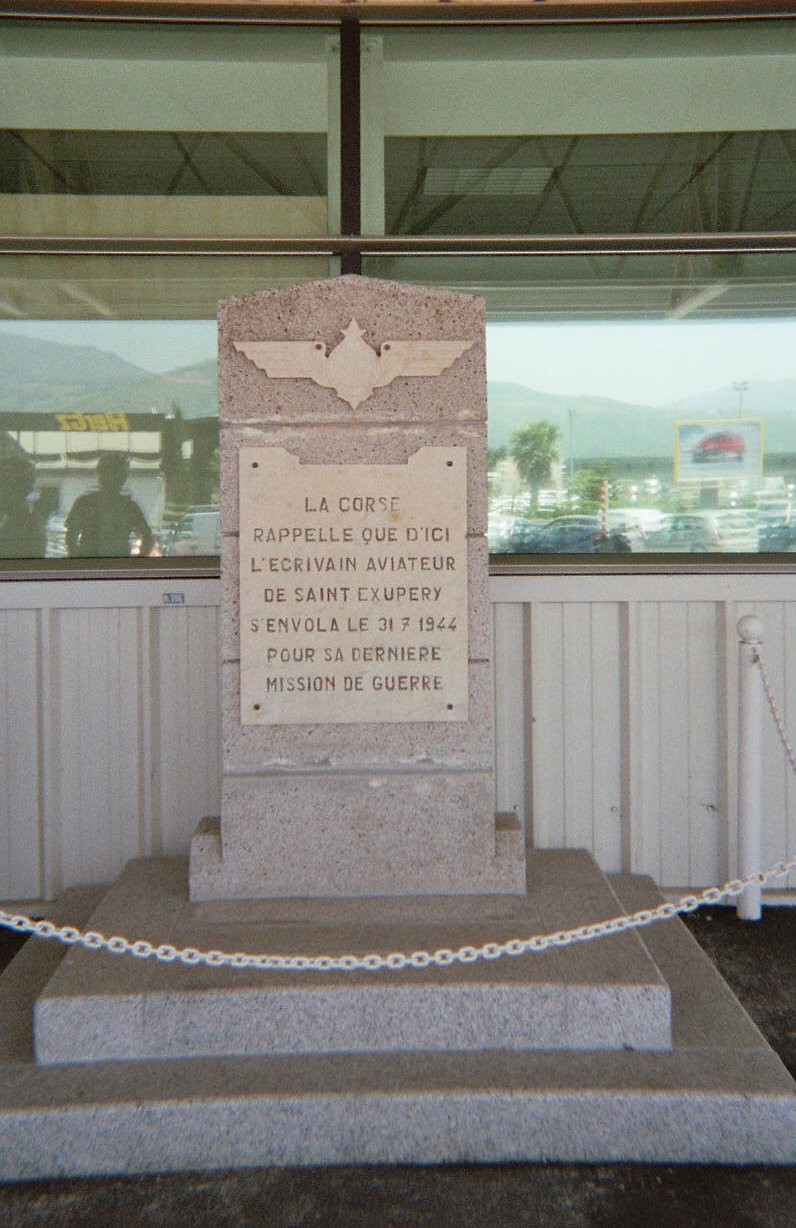
Stèle commémorative à l'aéroport de Bastia en Corse.

- Sa ville natale, Lyon, en hommage à l'écrivain et en clin d'œil au pionnier de l'aéropostale, a rebaptisé l'aéroport de Satolas en aéroport international Lyon Saint-Exupéry[Note 2] et la gare de Satolas en gare de Lyon-Saint-Exupéry TGV.
- la Base aérienne 113 Saint-Dizier-Robinson porte son nom depuis 1956[75], à la suite de la proposition du colonel René Gavoille, son ancien compagnon d'arme.
- En Argentine, l'Aéroport Antoine-de-Saint-Exupéry de San Antonio Oeste porte son nom.
- Avec 418 écoles, collèges et lycées à son nom, Antoine de Saint-Exupéry est le huitième personnage le plus célébré au fronton des 67 000 établissements d'enseignement français (recensement en 2015), derrière Saint Joseph (880), Jules Ferry (642), Notre-Dame (548), Jacques Prévert (472), Jean Moulin (434), Jean Jaurès (429), Jeanne d'Arc (423), mais devant Sainte Marie (377), Victor Hugo (365), Louis Pasteur (361), Marie Curie (360), Pierre Curie (357), Jean de La Fontaine (335)[76].

### Lieux naturels et toponymes
- Un sommet argentin porte son nom : l'aiguille Saint-Exupéry, 2 558 m, à proximité du mont Fitz Roy, près de d'El Chaltén, province de Santa Cruz. La face Sud du pic s'appelle « Le Petit Prince ». La face Est de l'aiguille Guillaumet voisine (2 579 m) s'appelle « Terre des hommes ». Le pilier Est de l'aiguille Mermoz également voisine (2 732 m) s'appelle « Vol de Nuit » et sa face Nord-Ouest « Hyper-Mermoz ». Le Petit Prince est dessiné se tenant au sommet du cerro Fitz Roy au chapitre XX du Petit Prince[77].
- Un astéroïde a aussi été dénommé (2578) Saint-Exupéry.

### Numismatique et philatélie
- La Banque de France a émis des billets de banque à son effigie entre 1992 et 2002, d'une valeur de cinquante francs (environ 7,6 €).
- La monnaie de Paris a frappé un presse-papier, une médaille, un bracelet et fondu une statuette de 22 cm à l'effigie du Petit Prince[78].
- Plusieurs timbres-poste ont été imprimés en l'honneur de Saint-Exupéry, notamment[79] :
  - AOF : Poste aérienne, émis en 1947 (valeur faciale huit francs)
  - France : Poste aérienne, émis le 18 janvier 1948, dessiné et gravé par Pierre Gandon (valeur faciale cinquante francs)
  - Cameroun : timbre émis en 1977 (valeur faciale soixante francs)
  - France : Poste aérienne, émis en 1970, dessiné et gravé par Jean Pheulpin, Antoine de Saint-Exupéry représenté en médaillon avec Jean Mermoz (valeur faciale vingt francs)
  - France : feuillet de timbres édité en 1998 sur le thème du Petit Prince
  - France : Poste aérienne, émis le 26 juin 2000 pour le centenaire de sa naissance (valeur faciale trois francs / 0,46)

### Statues
- Une statue d'Antoine de Saint-Exupéry et du Petit Prince, œuvre de Christiane Guillaubey, est exposée sur la place Bellecour à Lyon.
- Une statue d'Antoine de Saint-Exupéry et du Petit Prince, œuvre de Madeleine Tézenas[80], sculptrice et peintre de l'Air[81], se trouve au centre du Jardin Royal de Toulouse.
- Un buste de Saint-Exupéry, œuvre de Madeleine Tézenas, est exposé au square Santiago-du-Chili à Paris. Dans la même ville, un monument orné d'un médaillon sculpté se trouve square Pierre-de-Gaulle.
- Une statue du Petit Prince, œuvre de Winifred S. DeWitt Gantz, a été inaugurée le 16 septembre 2006 à Northport (États-Unis), la bourgade où l'auteur rédigea en 1942-1943 son livre emblématique dans la maison Bevin House du quartier Eaton's Neck. La statue se trouve dans la cour de la bibliothèque publique de Northport, 151 Laurel Avenue, NY 11768.

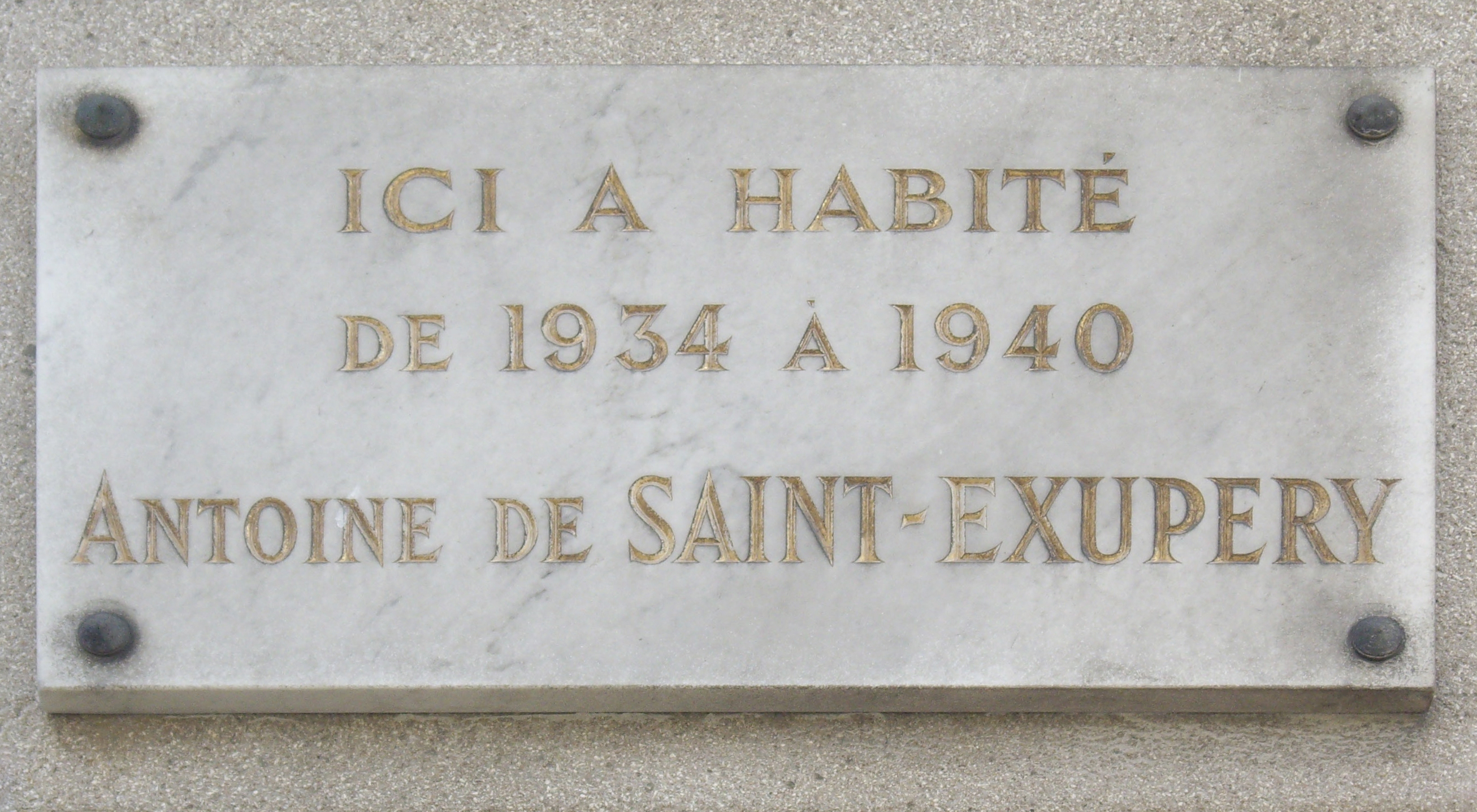
Plaque commémorative au no 15 de la place Vauban, Paris 7e.

### Rues et monuments
- Une plaque commémorative est apposée au no 15 de la place Vauban, à Paris, où il habite de 1934 à 1940.
- Sur une place d'Agay, où habitait sa sœur Gabrielle, une fontaine est dédiée au Petit Prince.
- Un hommage collectif aux aviateurs français pionniers de l'Aéropostale, dont il fait partie, figure dans une stèle à l'aéroport Jorge-Newbery de la ville de Buenos Aires, près du musée de l'Aviation argentin.
- Le téléfilm Saint-Exupéry : La Dernière Mission, réalisé en 1994 pour France 3 par Robert Enrico, retrace sa vie.
- De très nombreuses rues françaises portent son nom, par exemple au Chesnay, dans les Yvelines, ou l'avenue Antoine-de-Saint-Exupéry à Toulouse.
- Groupe scolaire Antoine-de-Saint-Exupéry à Challans (85)[82].
- Rue de Saint-Exupéry, Pezens (11)
- Dans le village de Saint-Maurice-de-Rémens où il a grandi, de nombreuses rues font références à ses œuvres (rue du Petit Prince, Clos Citadelle, Clos Terre des Hommes) ou à sa famille (rue Marie de Fonscolombe, Clos Consuelo) ou des aviateurs et aviatrices (rue Mermoz, rue Guillaumet, Clos Maryse Bastié)

### Promotions
- La promotion 1946 de l'École de l'air[83],[84].
- La 50e promotion de l'École nationale d'administration (1992-1994).
- Le Bureau de la branche Jeunes de la Conférence Olivaint (2003-2004).
- La 36e promotion de l'Institut régional d'administration de Bastia (2016-2017).
- La promotion 2017 - 2022 de Sciences Po Aix.
- La 42e promotion du master 2 droit et politiques de défense et de sécurité nationale de l'université de Lille (2020-2021).
- La 16e promotion du master 2 sécurité et défense de l'université Panthéon-Assas (2020-2021).

### Fondations ou institutions
La fondation Antoine de Saint-Exupéry pour la Jeunesse a été créée en 2009 sous l'égide de la Fondation de France par les héritiers d'Antoine de Saint-Exupéry. Elle soutient des projets tournés vers la jeunesse, en France et dans le monde, portant les valeurs d'Antoine de Saint-Exupéry. Elle a notamment soutenu la formation de jeunes apprentis mécaniciens aéronautiques.
Un fonds Antoine de Saint-Exupéry est établi aux Archives nationales sous la cote 153AP, il contient majoritairement une correspondance surtout adressée à sa mère.

Depuis 2009, le château de Saint-Maurice-de-Rémens (Ain), propriété historique de la famille Saint-Exupéry, est au cœur d'un projet mémoriel autour de l'écrivain et du Petit Prince. Si le développement de ce projet connaît des difficultés pendant plus de dix ans, le rachat du château par la région Auvergne-Rhône-Alpes et le soutien de son président Laurent Wauquiez le 3 février 2020 permettent d'envisager de nouveau l'ouverture de ce musée. Le projet, soutenu par la Succession Antoine de Saint-Exupéry, Stéphane Bern et porté par l'Association pour la sauvegarde et la promotion de la maison d'enfance d'Antoine de Saint-Exupéry et la région devrait ouvrir ses portes en 2026. L'association y organise occasionnellement des sons et lumières. Antoine de Saint-Exupéry a passé de nombreuses vacances dans le château de Saint-Maurice, qu'il évoque notamment dans Terre des hommes :
« Il était quelque part, un parc chargé de sapins noirs et de tilleuls, et une vieille maison que j'aimais. Peu importait qu'elle fût éloignée ou proche, qu'elle ne pût ni me réchauffer dans ma chair, ni m'abriter, réduite ici au rôle de songe : il suffisait qu'elle existât pour remplir ma nuit de sa présence. Je n'étais plus ce corps échoué sur une grève, je m'orientais, j'étais l'enfant de cette maison, plein du souvenir de ses odeurs, plein de la fraîcheur de ses vestibules, plein des voix qui l'avaient aimée. […] Mes songes sont plus réels que ces dunes, que cette lune, que ces présences. Ah ! le merveilleux d'une maison n'est point qu'elle vous abrite ou vous réchauffe, ni qu'on en possède les murs. Mais bien qu'elle ait lentement déposé en nous ces provisions de douceur. Qu'elle forme, dans le fond du cœur, ce massif obscur dont naissent, comme des eaux de sources, les songes… »

## Dans les arts et la culture populaire

### Filmographie

#### Cinéma
- 1996 : Saint-Ex d'Anand Tucker, joué par Bruno Ganz.
- 2024 : Saint-Ex de Pablo Agüero, joué par Louis Garrel.

#### Télévision

##### Téléfilm
- 1994 : Saint-Exupéry : La Dernière Mission de Robert Enrico, joué par Bernard Giraudeau.

### Théâtre
- 2021 : Saint-Exupéry à New York de Jean-Claude Idée.

## Documentaires
- 2010 : Héritages et énigmes du monde marin épisode Le dernier vol de Saint-Exupéry de Vincent Pérazio.
- 2016 : Antoine de Saint-Exupéry, le dernier romantique de Marie Brunet-Debaines.
- 2023 : Le petit prince, naissance d'une étoile réalisé par Vincent Nguyen, François Morel y lui prête sa voix.